# Lastra tombale di Giovanni Pecci
La lastra tombale di Giovanni Pecci è un'opera in bronzo di Donatello, situata sul pavimento del Duomo di Siena presso la Cappella di Sant'Ansano, e consegnata dal maestro tra il 1449 e il 1ºdicembre 1452, nel pieno della sua attività padovana. Misura 247x88 cm.

## Storia
Giovanni Pecci era vescovo di Grosseto e morì il 1º marzo 1426. Lo stile stiacciato del maestro fiorentino si adattò particolarmente bene alla disposizione sul pavimento.

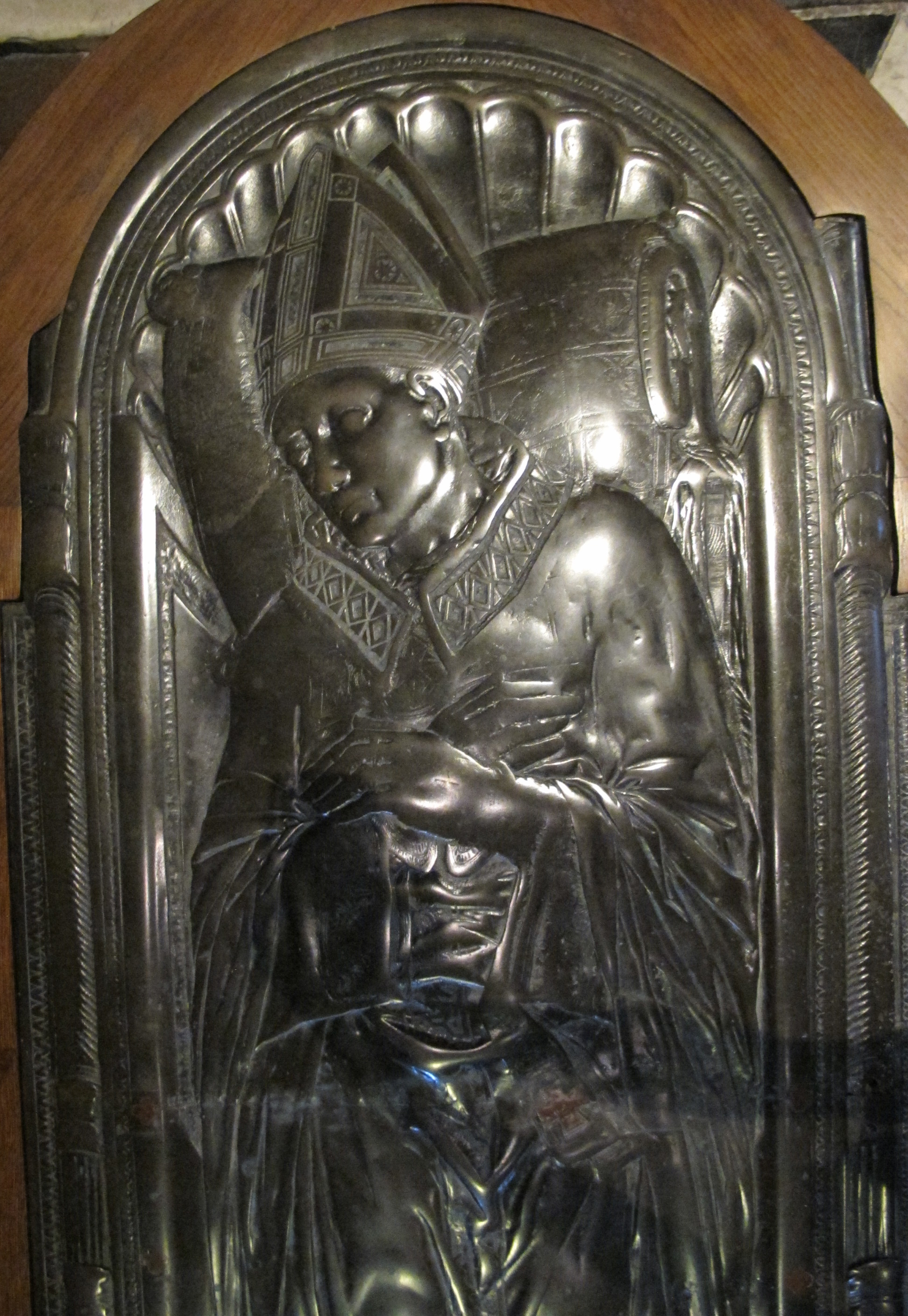
Dettaglio

## Descrizione e stile
Il vescovo è raffigurato giacente, ma a ben guardare esso è collocato con esattezza nella barella per il trasporto dei defunti, come mostrano le due maniglie inferiori. Donatello, che seppe magistralmente dare al rilievo un senso di profondità e spessore nonostante il bassissimo rilievo, corresse otticamente la rappresentazione in maniera da incontrare il punto di vista dello spettatore: questo si vede particolarmente bene nei piedi, dei quali si vedono le piante in scorcio.
Il panneggio frastagliato crea un senso di inquietudine tipico del temperamento dell'artista, mentre il volto del vescovo è sereno e dolcemente modellato, in contrasto con il resto. Grande attenzione è profusa nel cesello dei dettagli, come i particolari della veste. Il cuscino è appoggiato su una specie di nicchia a conchiglia, molto in voga nell'arte rinascimentale dell'epoca.
In basso un'iscrizione, tra due stemmi Pecci (alla banda bordata e caricata di tre stelle a sei punte), che riporta il nome, i titoli e la data di morte del defunto, tenuta a mo' di cartiglio da due figurette ai lati. Dietro di essa si scorge un'altra iscrizione con la firma dell'autore: Opus Donatelli.